# برگ‌بینی‌های دم‌کوتاه
برگ‌بینی‌های دم‌کوتاه (نام علمی: Carolliinae) نام یک زیرخانواده از تیره خفاش برگ‌بینی است.